# Scopula dissonans
Scopula dissonans är en fjärilsart som beskrevs av W. Warren 1897. Scopula dissonans ingår i släktet Scopula och familjen mätare. Inga underarter finns listade.